# Železniško postajališče Cirkovce
Železniško postajališče Cirkovce je eno izmed železniških postajališč v Sloveniji, ki oskrbuje bližnje naselje Cirkovce.